# Pycnoschema diversum
Pycnoschema diversum är en skalbaggsart som beskrevs av Louis Albert Péringuey 1901. Pycnoschema diversum ingår i släktet Pycnoschema och familjen Dynastidae. Utöver nominatformen finns också underarten P. d. cavifrons.